# Pnina Salzman
Pnina Salzman (in ebraico פנינה זלצמן‎?; Tel Aviv, 24 febbraio 1922 – Tel Aviv, 16 dicembre 2006) è stata una pianista e docente israeliana.

## Biografia

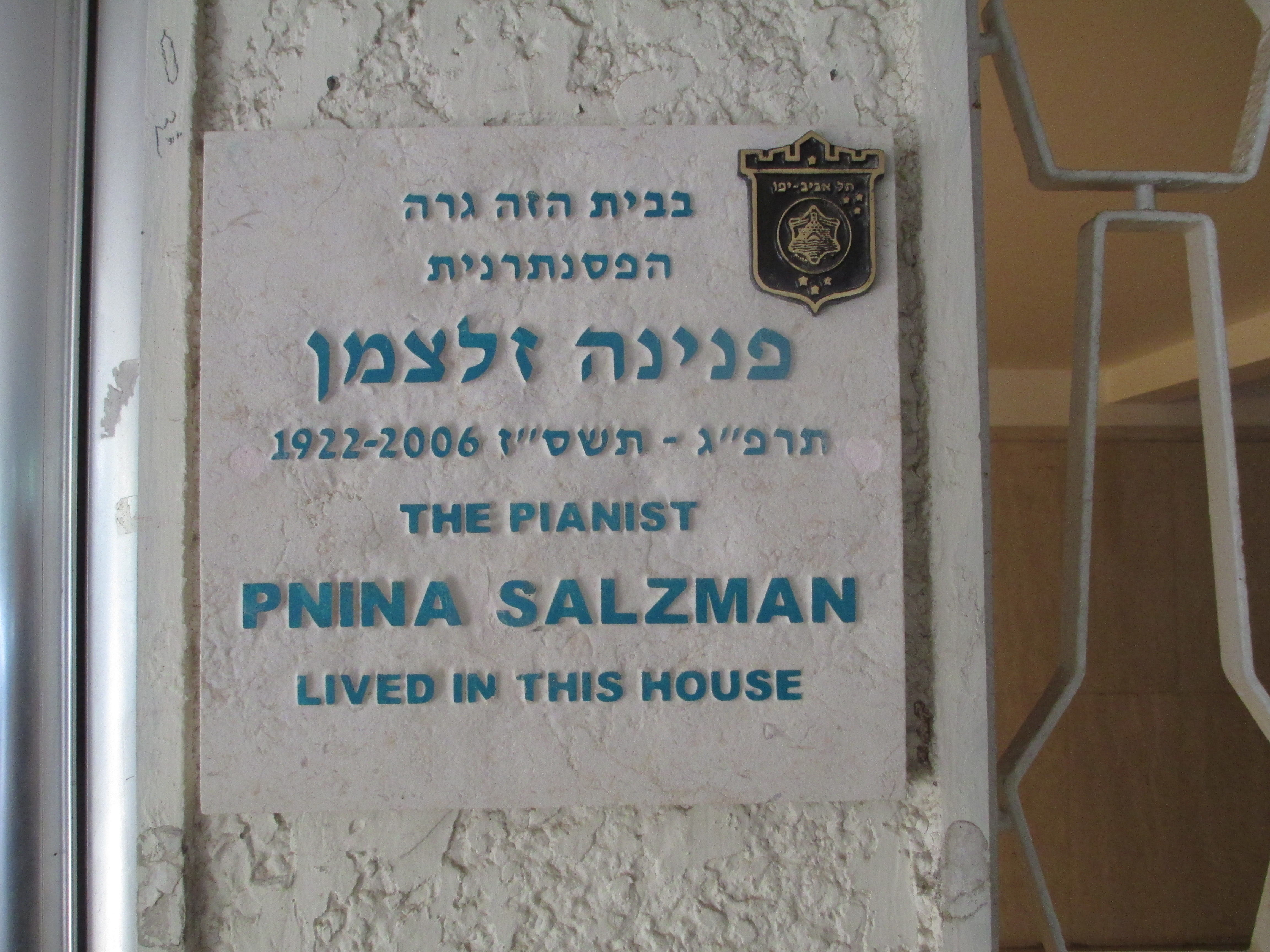
Targa commemorativa

Soprannominata "la first lady del piano" Salzman ha mostrato un'attitudine precoce per il pianoforte, e ha dato il suo primo recital all'età di otto anni. Il pianista e insegnante francese Alfred Cortot la udì mentre suonava nel 1932 quando era studente al Ron Shulamit Conservatory e la invitò a Parigi per studiare.
Dopo il diploma presso l'Ecole Normale de Musique divenne allieva di Magda Tagliaferro al Conservatorio di Parigi, dove vinse la Premier Prix de Piano nel 1938, a 16 anni.
Grazie al violinista Bronisław Huberman collaborò a lungo con l'Orchestra filarmonica d'Israele, che Huberman aveva fondato.
Nel 1963 divenne il primo israeliano ad essere invitata a suonare nell'URSS e, nel 1994, il primo pianista israeliano invitato a suonare in Cina. Oltre ad esibirsi come solista, faceva parte dell'Israel Piano Quartet.
Era docente e direttrice del dipartimento di pianoforte a Tel Aviv, ed è stata membro della giuria di numerosi concorsi pianistici, tra cui i concorsi Arthur Rubinstein, Vladimir Horowitz e Marguerite Long.
Ha avuto molti allievi, tra cui Dror Elimelech, Nimrod David Pfeffer, Elisha Abas, Iddo Bar-Shai e Yossi Reshef.

## Premi
Nel 2006, Salzman è stata insignita del Premio Israele per la musica .